# فیلیپ ارمنو
فیلیپ ارمنو (فرانسوی: Philippe Ermenault‎؛ زادهٔ ۲۹ آوریل ۱۹۶۹) دوچرخه‌سوار اهل فرانسه است.
وی در مسابقات کشوری و بین‌المللی در مجموع برندهٔ ۳ مدال طلا، ۴ مدال نقره، ۱ مدال برنز شده‌است.